# Sapé (microregio)
Sapé is een van de 23 microregio's van de Braziliaanse deelstaat Paraíba. Zij ligt in de mesoregio Mata Paraibana en grenst aan de microregio's Litoral Sul, João Pessoa, Litoral Norte, Guarabira, Itabaiana en Mata Setentrional Pernambucana (PE). De microregio heeft een oppervlakte van ca. 1.140 km². In 2006 werd het inwoneraantal geschat op 126.115.
Negen gemeenten behoren tot deze microregio:
- Cruz do Espírito Santo
- Juripiranga
- Mari
- Pilar
- Riachão do Poço
- São José dos Ramos
- São Miguel de Taipu
- Sapé
- Sobrado

Mesoregio's: Agreste Paraibano · Borborema · Mata Paraibana · Sertão Paraibano

Microregio's: Brejo Paraibano · Cajazeiras · Campina Grande · Cariri Ocidental · Cariri Oriental · Catolé do Rocha · Curimataú Ocidental · Curimataú Oriental · Esperança · Guarabira · Itabaiana · Itaporanga · João Pessoa · Litoral Norte · Litoral Sul · Patos · Piancó · Sapé · Seridó Ocidental · Seridó Oriental · Serra do Teixeira · Sousa · Umbuzeiro